# Trésilley
Trésilley település Franciaországban, Haute-Saône megyében. Lakosainak száma 275 fő (2022. január 1.). Trésilley Rioz, Fondremand, Hyet, Montarlot-lès-Rioz és Sorans-lès-Breurey községekkel határos.

## Népesség
A település népessége az elmúlt években az alábbi módon változott:
| Lakosok száma | 225  | 229  | 230  | 221  | 234  | 246  | 259  | 264  | 275  |
|               | 2013 | 2015 | 2016 | 2017 | 2018 | 2019 | 2020 | 2021 | 2022 |